# 白荻沟水库
白荻沟水库是中国陕西省宝鸡市凤翔县境内的一座水库，位于横水河上，建于1964年。水库正常库容为6490万立方米，集雨面积为234平方千米，海拔为941.2米。